# 生駒インターチェンジ (愛知県)
生駒インターチェンジ（いこまインターチェンジ）は、愛知県豊田市南部に位置する衣浦豊田道路（国道419号）のインターチェンジである。知立方面のみのハーフICで、料金は牛田ICまたは牛田TBで支払う。

## 接続する道路
- 直接接続
  - 国道155号（豊田南バイパス） 豊田方面
- 間接接続
  - 愛知県道56号名古屋岡崎線
  - E1A 伊勢湾岸自動車道 豊田南IC

出入口は国道155号（豊田南バイパス）の豊田方面と接続し、傍にある生駒町東山交差点で平面交差する県道56号経由で伊勢湾岸道とも間接的に接続している。国道155号知立方面とは直接接続しておらず、周辺道路を迂回して生駒町東山交差点側から出入りするか、駒場町朝日交差点から高架下の側道を通り八橋ICを利用する必要がある。
衣浦豊田道路（有料区間）の起点は当ICだが高架橋はさらに北に伸びており、国道155号豊田方面と行き来する場合は高架橋を利用して生駒町東山交差点を立体交差で通過できる。

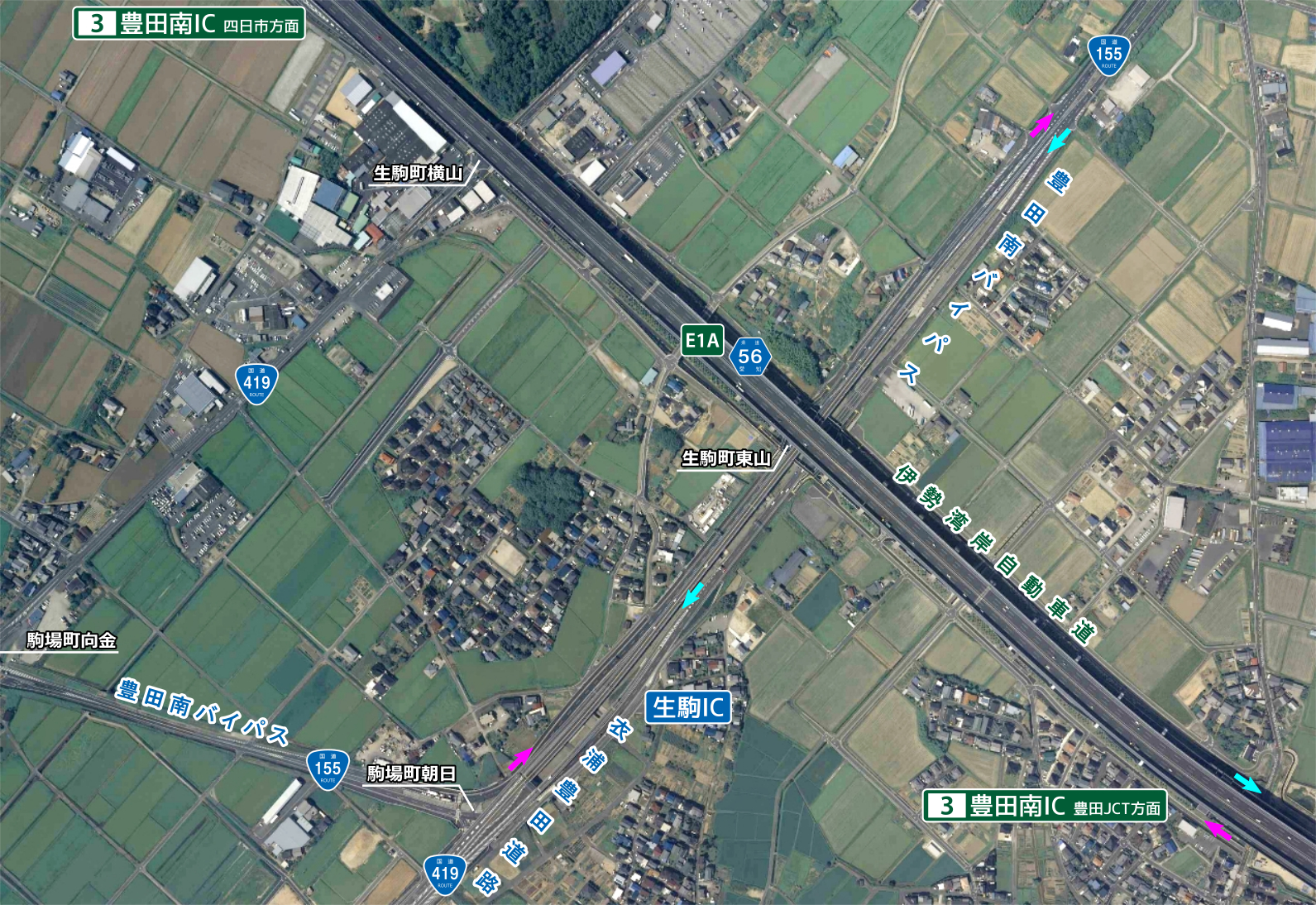
帰属：国土交通省「国土画像情報（カラー空中写真）」配布元：国土地理院地図・空中写真閲覧サービス

## 隣
衣浦豊田道路（有料区間）
八橋IC - 生駒IC - （国道155号）